# Jaroslav Tuček
Jaroslav Tuček fue un deportista bohemio que compitió en esgrima, especialista en la modalidad de sable. Participó en dos Juegos Olímpicos de Verano, obteniendo una medalla de bronce en Londres 1908 en la prueba por equipos.

## Palmarés internacional
| Juegos Olímpicos | Juegos Olímpicos      | Juegos Olímpicos  | Juegos Olímpicos  |
| Año              | Lugar                 | Medalla           | Prueba            |
| ---------------- | --------------------- | ----------------- | ----------------- |
| 1908             | Londres (Reino Unido) | Medalla de bronce | Sable por equipos |